# Évreux Football Club 27 (féminines)
Maillots
L'Évreux Football Club 27 est un club de football féminin français basé à Évreux et fondé en 1997 sous le nom d'Évreux Athletic Club Football. Le club change de nom lors de la fusion de la section masculine du club, créée en 1911, avec l'ALM Évreux, qui ne comportait pas de section féminine.
Les Ébroïciennes atteignent pour la première fois de leur histoire la Division 1 en 2007, après de longues saisons passées en seconde division. Mais cette expérience au plus haut niveau entraîne la chute du club qui se retrouve en trois saisons relégué en Division d'Honneur.
L'équipe fanion du club, entraînée par Gilles Bienfait, participe à la Division d'Honneur de Normandie et évolue au stade du 14 juillet.

## Histoire
La section féminine de l'Évreux athletic club Football voit le jour en 1997. L'EAC est promu en seconde division en 2001 et parvient à s'en extraire au printemps 2007 en remportant son ticket pour l'élite, profitant du retrait de CNFE Clairefontaine et du refus de montée du Saint-Memmie Olympique.
L'Évreux athletic club Football fusionne en juin 2009 avec l'ALM Évreux pour former un grand club normand.

## Palmarès
Le tableau suivant liste le palmarès du club actualisé à l'issue de la saison 2011-2012 dans les différentes compétitions officielles au niveau national et régional.
| Compétitions régionales     | Équipes de jeunes           |
| Votre aide est la bienvenue | Votre aide est la bienvenue |

## Bilan saison par saison
Le tableau suivant retrace le parcours du club depuis sa création en 1997, sous la dénomination d’Évreux AFC, puis d'Évreux FC depuis 2009.
| Édition   | Division 1 | Division 2                    | Division d'Honneur        | Coupe de France     |
| 1997-2000 | ...        | ...                           | ...                       | Coupe inexistante   |
| 2000-2001 | -          | 6e (Gr. A)                    | -                         | Coupe inexistante   |
| 2001-2002 | -          | 6e (Gr. A)                    | -                         | non connu           |
| 2002-2003 | -          | 8e (Gr. A)                    | -                         | non connu           |
| 2003-2004 | -          | 6e (Gr. A)                    | -                         | 1/4 de finale       |
| 2004-2005 | -          | 3e (Gr. A)                    | -                         | non connu           |
| 2005-2006 | -          | 4e (Gr. A)                    | -                         | 16e de finale       |
| 2006-2007 | -          | 2e (Gr. A) 4e (Tournoi Final) | -                         | 8e de finale        |
| 2007-2008 | 12e        | -                             | -                         | 16e de finale       |
| 2008-2009 | -          | 5e (Gr. B)                    | -                         | 2e Tour Fédéral     |
| 2009-2010 | -          | 12e (Gr. B)                   | -                         | 16e de finale       |
| 2010-2011 | -          | -                             | 3e (Phase 1) 2e (Phase 2) | non connu           |
| 2011-2012 | -          | -                             | 5e                        | non connu           |
| 2012-2013 | -          | -                             | Compétition à venir       | Compétition à venir |

## Anciennes joueuses
- Julie Soyer
- Laure Lepailleur
- Candice Prévost